# Division I 1969-1970 (pallacanestro maschile)
La Division I 1969-1970 è stata la 38ª edizione del massimo campionato belga di pallacanestro maschile. La vittoria finale è stata ad appannaggio dello Standard Liegi.

## Risultati

### Stagione regolare
|     | Squadra             | G  | V  | N | P  | PF | PS | Pt. | Qualificazione       |
| --- | ------------------- | -- | -- | - | -- | -- | -- | --- | -------------------- |
| 1.  | Standard Liegi      | 22 | 16 | 1 | 5  |    |    | 33  | girone finale        |
| 2.  | Racing Mechelen     | 22 | 15 | 0 | 7  |    |    | 30  | girone finale        |
| 3.  | Antwerpse           | 22 | 14 | 2 | 7  |    |    | 30  | girone finale        |
| 4.  | Bavi Vilvoorde      | 22 | 14 | 0 | 8  |    |    | 28  | girone finale        |
| 5.  | BUS Lier            | 22 | 12 | 3 | 7  |    |    | 27  | girone finale        |
| 6.  | Royal IV Anderlecht | 22 | 12 | 1 | 9  |    |    | 25  | girone finale        |
| 7.  | Athlon Ieper        | 22 | 12 | 1 | 9  |    |    | 25  | girone retrocessione |
| 8.  | Avanti Brugge       | 22 | 11 | 1 | 10 |    |    | 21  | girone retrocessione |
| 9.  | Imperial Gent       | 22 | 8  | 1 | 13 |    |    | 17  | girone retrocessione |
| 10. | Dits Pitzemburg     | 22 | 7  | 0 | 15 |    |    | 14  | girone retrocessione |
| 11. | Oxaco Boechout      | 22 | 5  | 0 | 17 |    |    | 10  | girone retrocessione |
| 12. | VG Ostenda          | 22 | 2  | 0 | 20 |    |    | 4   | girone retrocessione |

### Girone retrocessione
|     | Squadra         | G  | V  | N | P  | PF | PS | Pt. | Qualificazione |
| --- | --------------- | -- | -- | - | -- | -- | -- | --- | -------------- |
| 7.  | Athlon Ieper    | 32 | 17 | 2 | 13 |    |    | 36  |                |
| 8.  | Avanti Brugge   | 32 | 16 | 1 | 15 |    |    | 33  |                |
| 9.  | Imperial Gent   | 32 | 14 | 1 | 17 |    |    | 29  |                |
| 10. | Dits Pitzemburg | 32 | 13 | 1 | 18 |    |    | 27  |                |
| 11. | Oxaco Boechout  | 32 | 7  | 0 | 25 |    |    | 14  | retrocesse     |
| 12. | VG Ostenda      | 32 | 7  | 0 | 25 |    |    | 14  | retrocesse     |

### Girone finale
|    | Squadra             | G  | V  | N | P  | PF | PS | Pt. |
| -- | ------------------- | -- | -- | - | -- | -- | -- | --- |
| 1. | Standard Liegi      | 32 | 24 | 0 | 8  |    |    | 48  |
| 2. | BUS Lier            | 32 | 19 | 3 | 10 |    |    | 41  |
| 3. | Racing Mechelen     | 32 | 20 | 1 | 11 |    |    | 41  |
| 4. | Royal IV Anderlecht | 32 | 17 | 1 | 14 |    |    | 35  |
| 5. | Antwerpse           | 32 | 16 | 2 | 14 |    |    | 34  |
| 6. | Bavi Vilvoorde      | 32 | 16 | 0 | 16 |    |    | 32  |

| Division I 1969-1970     |
| ------------------------ |
| Standard Liegi 2º titolo |